# Nuoto ai Giochi della XXXI Olimpiade - 100 metri rana femminili
La gara dei 100 metri rana femminili dei Giochi della XXXI Olimpiade si è svolta il 7 e l'8 agosto 2016 presso l'Estádio Aquático Olímpico. Vi hanno preso parte 44 atleti.

## Programma
| Data          | Ora (BRT/UTC-3) | Turno      |
| ------------- | --------------- | ---------- |
| 7 agosto 2016 | 13:51           | Batterie   |
| 7 agosto 2016 | 22:29           | Semifinali |
| 8 agosto 2016 | 22:54           | Finale     |

## Record
Prima della competizione, i record olimpici e mondiali erano i seguenti:
| Record mondiale | 1'04"35 | Rūta Meilutytė Lituania | 29 luglio 2013 Barcellona, Spagna |
| Record olimpico | 1'05"17 | Leisel Jones Australia  | 10 agosto 2008 Pechino, Cina      |

Durante l'evento è stato migliorato il seguente record:
| Data     | Evento | Atleta     | Nazione     | Tempo   | Record          |
| -------- | ------ | ---------- | ----------- | ------- | --------------- |
| 8 agosto | Finale | Lilly King | Stati Uniti | 1'04"93 | Record olimpico |

## Risultati

### Batterie
| Posizione | Batteria | Corsia | Nome                      | Nazionalità               | Tempo   | Note |
| --------- | -------- | ------ | ------------------------- | ------------------------- | ------- | ---- |
| 1         | 6        | 4      | Lilly King                | Stati Uniti               | 1:05.78 | Q    |
| 2         | 5        | 4      | Julija Efimova            | Russia                    | 1:05.79 | Q    |
| 3         | 4        | 4      | Katie Meili               | Stati Uniti               | 1:06.00 | Q    |
| 4         | 6        | 4      | Rūta Meilutytė            | Lituania                  | 1:06.35 | Q    |
| 5         | 6        | 3      | Shi Jinglin               | Cina                      | 1:06.55 | Q    |
| 6         | 4        | 7      | Rikke Møller Pedersen     | Danimarca                 | 1:06.58 | Q    |
| 7         | 5        | 5      | Alia Atkinson             | Giamaica                  | 1:06.72 | Q    |
| 8         | 4        | 6      | Taylor McKeown            | Australia                 | 1:06.73 | Q    |
| 9         | 6        | 6      | Hrafnhildur Lúthersdóttir | Islanda                   | 1:06.81 | Q    |
| 10        | 5        | 6      | Jennie Johansson          | Svezia                    | 1:06.84 | Q    |
| 11        | 4        | 2      | Rachel Nicol              | Canada                    | 1:06.85 | Q    |
| 12        | 5        | 8      | Chloe Tutton              | Regno Unito               | 1:06.88 | Q    |
| 13        | 6        | 2      | Satomi Suzuki             | Giappone                  | 1:06.99 | Q    |
| 14        | 6        | 1      | Jessica Vall              | Spagna                    | 1:07.07 | Q    |
| 15        | 5        | 2      | Viktoriya Zeynep Güneş    | Turchia                   | 1:07.14 | Q    |
| 16        | 4        | 3      | Kanako Watanabe           | Giappone                  | 1:07.22 | Q    |
| 17        | 5        | 7      | Arianna Castiglioni       | Italia                    | 1:07.32 |      |
| 18        | 3        | 4      | Jenna Laukkanen           | Finlandia                 | 1:07.35 |      |
| 19        | 6        | 7      | Kierra Smith              | Canada                    | 1:07.41 |      |
| 20        | 5        | 3      | Martina Carraro           | Italia                    | 1:07.56 |      |
| 21        | 5        | 1      | Fiona Doyle               | Irlanda                   | 1:07.58 |      |
| 22        | 6        | 8      | Zhang Xinyu               | Cina                      | 1:07.59 |      |
| 23        | 3        | 2      | Molly Renshaw             | Regno Unito               | 1:07.92 |      |
| 24        | 4        | 5      | Georgia Bohl              | Australia                 | 1:07.96 |      |
| 25        | 3        | 1      | Anna Sztankovics          | Ungheria                  | 1:08.06 |      |
| 26        | 3        | 8      | Martina Moravčíková       | Rep. Ceca                 | 1:08.50 |      |
| 27        | 3        | 5      | Sophie Hansson            | Svezia                    | 1:08.67 |      |
| 28        | 4        | 1      | Fanny Lecluyse            | Belgio                    | 1:08.80 |      |
| 29        | 4        | 8      | Dar'ja Čikunova           | Russia                    | 1:09.12 |      |
| 30        | 3        | 6      | Amit Ivry                 | Israele                   | 1:09.42 |      |
| 31        | 2        | 5      | Maria Romanjuk            | Estonia                   | 1:09.49 |      |
| 32        | 3        | 3      | Yvette Kong               | Hong Kong                 | 1:09.56 |      |
| 33        | 2        | 4      | Phee Jinq En              | Malaysia                  | 1:10.22 |      |
| 34        | 2        | 6      | Dariya Talanova           | Kirghizistan              | 1:10.94 |      |
| 35        | 3        | 7      | Tjaša Vozel               | Slovenia                  | 1:11.15 |      |
| 36        | 2        | 3      | Tatiana Chișca            | Moldavia                  | 1:11.37 |      |
| 37        | 2        | 2      | Evita Leter               | Suriname                  | 1:14.96 |      |
| 38        | 2        | 1      | Pilar Shimizu             | Guam                      | 1:16.65 |      |
| 39        | 2        | 8      | Izzy Joachim              | Saint Vincent e Grenadine | 1:17.37 |      |
| 40        | 2        | 7      | Jamila Lunkuse            | Uganda                    | 1:19.64 |      |
| 41        | 1        | 3      | Darya Semyonova           | Turkmenistan              | 1:19.84 |      |
| 42        | 1        | 5      | Rechael Tonjor            | Nigeria                   | 1:21.43 |      |
| 43        | 1        | 4      | Teona Bostashvili         | Georgia                   | 1:22.91 |      |
| 44        | 1        | 6      | Daniah Hagul              | Libia                     | 1:25.47 |      |

### Semifinali
| Posizione | Semifinale | Corsia | Nome                      | Nazionalità | Tempo   | Note |
| --------- | ---------- | ------ | ------------------------- | ----------- | ------- | ---- |
| 1         | 2          | 4      | Lilly King                | Stati Uniti | 1:05.70 | Q    |
| 1         | 1          | 4      | Julija Efimova            | Russia      | 1:05.72 | Q    |
| 2         | 2          | 3      | Shi Jinglin               | Cina        | 1:06.31 | Q    |
| 2         | 1          | 5      | Rūta Meilutytė            | Lituania    | 1:06.44 | Q    |
| 3         | 2          | 5      | Katie Meili               | Stati Uniti | 1:06.52 | Q    |
| 3         | 2          | 6      | Alia Atkinson             | Giamaica    | 1:06.52 | Q    |
| 5         | 2          | 2      | Hrafnhildur Lúthersdóttir | Islanda     | 1:06.71 | Q    |
| 6         | 2          | 7      | Rachel Nicol              | Canada      | 1:06.73 | Q    |
| 9         | 1          | 2      | Jennie Johansson          | Svezia      | 1:07.06 |      |
| 10        | 1          | 3      | Rikke Møller Pedersen     | Danimarca   | 1:07.07 |      |
| 11        | 1          | 6      | Taylor McKeown            | Australia   | 1:07.12 |      |
| 12        | 2          | 1      | Satomi Suzuki             | Giappone    | 1:07.18 |      |
| 13        | 1          | 7      | Chloe Tutton              | Regno Unito | 1:07.29 |      |
| 14        | 2          | 8      | Viktoriya Zeynep Güneş    | Turchia     | 1:07.41 |      |
| 15        | 1          | 8      | Kanako Watanabe           | Giappone    | 1:07.43 |      |
| 16        | 1          | 1      | Jessica Vall              | Spagna      | 1:07.55 |      |

### Finale
| Posizione | Corsia | Nome                      | Nazionalità | Tempo   | Note            |
| --------- | ------ | ------------------------- | ----------- | ------- | --------------- |
| Oro       | 4      | Lilly King                | Stati Uniti | 1:04.93 | Record olimpico |
| Argento   | 5      | Julija Efimova            | Russia      | 1:05.50 |                 |
| Bronzo    | 2      | Katie Meili               | Stati Uniti | 1:05.69 |                 |
| 4         | 3      | Shi Jinglin               | Cina        | 1:06.37 |                 |
| 5         | 8      | Rachel Nicol              | Canada      | 1:06.68 |                 |
| 6         | 1      | Hrafnhildur Lúthersdóttir | Islanda     | 1:07.18 |                 |
| 7         | 6      | Rūta Meilutytė            | Lituania    | 1:07.32 |                 |
| 8         | 7      | Alia Atkinson             | Giamaica    | 1:08.10 |                 |